# Trioceros kinetensis
Espèce
Synonymes
- Chameleo bitaeniatus kinetensis Schmidt, 1943
- Chameleo kinetensis Schmidt, 1943

Statut de conservation UICN

 DD  : Données insuffisantes
Statut CITES
Trioceros kinetensis est une espèce de sauriens de la famille des Chamaeleonidae.

## Répartition
Cette espèce est endémique des monts Imatong au Soudan du Sud.

## Étymologie
Son nom d'espèce, composé de kinet[i] et du suffixe latin -ensis, « qui vit dans, qui habite », lui a été donné en référence au lieu de sa découverte, le mont Kinyeti.

## Publication originale
- Schmidt, 1943 : Amphibians and reptiles from the Sudan. Zoological Series Field Museum of Natural History, vol. 24, p. 331-338 (texte intégral).